# Герб Ульяновської області

Герб Ульяновської області

Герб Ульяновської області є символом Ульяновської області, затверджений Законом Ульяновської області № 010-З0 3 березня 2004 року.

## Опис
У основу герба покладено зображення історичного герба Симбірської губернії. Опис герба:
У лазуровому щиті срібна колона, увінчана імператорською короною з лазуровими стрічками. Щит увінчаний традиційною земельною короною (із трьома видимими листоподібними зубцями). Щитотримачі — золоті леви; з них один тримає в правій передній лапі меч, а інший — сніп того ж металу; підніжжя — золоті дубові галузі, у центрі яких золота шестірня й срібна чайка, що летить вправо, перевиті стрічкою кольорів прапора області.